# Вразумившая экклисиарха
«Вразуми́вшая экклисиа́рха» (греч. Παναγία ἡ παιδεύσασα τόν ´Εκκλησιάρχη) — икона Богородицы из кафоликона афонского монастыря Хиландар. Почитается в православной церкви чудотворной, празднование совершается 12 января (по юлианскому календарю).

## История
Своё название икона получила от приписываемого ей чуда о вразумлении экклисиарха. Икона в соборе висела на стене близ северной двери, ведущей в притвор. Однажды экклисиарх попытался зажечь перед ней лампаду, но поток воздуха постоянно её гасил. Тогда экклисиарх взроптал и решил уйти, не зажигая лампады. За это он был повергнут на пол и его нашли без чувств перед иконой.
В древних источниках такая икона не описывается. Так её нет в повести о чудотворных иконах Хиландарского монастыря, составленной в Москве по рассказам участников посольства из Хиландара в 1558—1559 гг. Однако опись содержит оговорку, что в монастыре множество богородичных икон и невозможно описать все их чудеса.
Описание чуда от иконы и данное ей название появляются в описаниях не ранее XIX века. Это вызвано появившимся в России интересом к афонским святыням. По сообщению А. Н. Муравьёва в его описании путешествия на Афон в 1851 году ему в Хиландаре кроме иконы Троеручицы показали ещё две особо чтимых иконы: одна обличила ересиарха, а другая кражу. Вторую из этих икон идентифицируют как «Вразумившую экклиссиарха» в сборнике начала XX века где впервые подробно описывается история иконы.

## Иконография
Икона имеет размеры 107 на 71 см. Относится к иконописному типу Одигитрия. Богомладенец в левой руке держит свиток.
Икона Богородицы «Вразумившая экклисиарха» в русских иконописных памятниках встречается на иконах со сводом чудотворных образов Богородицы. Например, икона «Распятие и Страсти Господни с изображением 142 чудотворных образов Пресвятой Богородицы» (конец XVIII — начало XIX вв.), находящаяся в Богоявленском Елоховском соборе в Москве.